# Carlos Silva (atleta)
Carlos Alberto da Silva (nascido em 8 de junho de 1974) é um atleta português aposentado que se especializou nos 400 metros com barreiras.
Ele terminou em quarto no Campeonato Europeu de 1998 e também competiu no Campeonato Europeu de Atletismo de 1994, no Campeonato Mundial de 1995, nos Jogos Olímpicos de 1996, no Campeonato Mundial de 1999 e no Campeonato Europeu de 2002 sem chegar à final. O seu melhor tempo pessoal foi de 48,77 segundos, alcançado em agosto de 1999 em Zurique.
Durante a temporada indoor ele competiu nos 400 metros rasos. Ele terminou em quinto no Campeonato Mundial Indoor de 1995 e no Campeonato Europeu Indoor de 1998. O seu melhor tempo pessoal foi de 46,11 segundos, alcançado em maio de 1996 em Lisboa.